# Bugak Krueng Mate
Bugak Krueng Mate is een bestuurslaag in het regentschap Bireuen van de provincie Atjeh, Indonesië. Bugak Krueng Mate telt 898 inwoners (volkstelling 2010).